# David Šindelář
David Šindelář (* 17. února 1972) je bývalý český fotbalista. Jeho synovcem je fotbalista Bohemians 1905 David Bartek.

## Fotbalová kariéra
V československé a české lize hrál za Bohemians Praha. V československé a české lize nastoupil celkem ve 44 utkáních a dal 3 góly.

## Ligová bilance
| Ročník                          | Zápasy | Góly | Klub            |
| ------------------------------- | ------ | ---- | --------------- |
| 1. česká fotbalová liga 1993/94 | 16     | 1    | Bohemians Praha |
| 1. česká fotbalová liga 1994/95 | 23     | 2    | Bohemians Praha |
| CELKEM                          | 44     | 3    |                 |